# Del Rey Books
Pour les articles homonymes, voir Del Rey.

Del Rey Books, maison d'édition américaine.

Del Rey Books est une maison d'édition américaine, filiale de Ballantine Books et vouée à la publication de livres de science-fiction et de fantasy. Créée en 1977, elle est alors dirigée par Lester del Rey auquel elle emprunte le nom. Del Rey Books publie notamment les romans de l'univers Star Wars sous l’appellation LucasBooks, une licence Lucasfilm, elle-même une filiale de Walt Disney Studios Entertainment.